# Fulfillingness' First Finale
Fulfillingness' First Finale é o álbum de Stevie Wonder; amplamente considerado um dos álbuns de seu "período clássico"  na década de 1970.Released em 22 de Julho, de 1974, pela gravadora Tamla, sendo o décimo-nono disco de Wonder no geral, e décimo-sétimo álbum de estúdio. Segundo a revista Billboard, foi o primeiro álbum de estúdio de Wonder para o topo do Pop Albums Chart onde permaneceu por duas semanas, enquanto ele era o seu terceiro álbum no topo da R&B/Black Albums onde passou nove semanas não-consecutivas.
Na sequência da varredura épica e consciência social de Innervisions, este conjunto projetado um tom reflexivo, decididamente sombrio. Os arranjos musicais utilizados em várias músicas ao mesmo tempo magistral poderia ser considerado escasso em comparação com os outros entre as suas obras-primas da década de 1970, especialmente evidente na sombria  They Won't Go When I Go" e na discreta "Creepin'". 
Embora um som bastante pessoal, Wonder não renuncia completamente seus comentários sociais sobre o mundo ao seu redor. Seu hit número 1 "You Don't Have Nothin'" lançou uma crítica afiada sobre a administração de Nixon, reforçada por um clavinete funky, caixa de ritmos e a participação especial dos Jackson 5 no coro.
O disco acabaria ganhando brevemente o Grammy por Melhor Permormance Pop Vocal Masculina, Melhor Performance Vocal R&B Masculino por "Boogie on Reggae Woman" e Álbum do Ano em 1974.

## Faixas
Todas as faixas são de autoria de Stevie Wonder, exceto onde indicado
| N.º | Título                                  | Compositor(es)                                      | Duração |  |
| 1.  | "Smile Please"                          |                                                     | 3:28    |  |
| 2.  | "Heaven Is 10 Zillion Light Years Away" |                                                     | 5:02    |  |
| 3.  | "Too Shy to Say"                        |                                                     | 3:29    |  |
| 4.  | "Boogie On Reggae Woman"                |                                                     | 5:13    |  |
| 5.  | "Creepin'"                              |                                                     | 4:23    |  |
| 6.  | "You Don't Have Nothin'"                |                                                     | 3:23    |  |
| 7.  | "It Ain't No Use"                       |                                                     | 4:01    |  |
| 8.  | "They Won't Go When I Go"               | Stevie Wonder, Yvonne Wright                        | 5:59    |  |
| 9.  | "Bird of Beauty"                        | Stevie Wonder, versos em português de Sergio Mendes | 3:48    |  |
| 10. | "Please Don't Go"                       |                                                     | 4:07    |  |

## Músicos
- Stevie Wonder — voz, gaita, bateria, sintetizadores, baixo Moog, clavinete Hohner, Fender Rhodes, percussão, piano e palmas
- Syreeta Wright — vocais em "Heaven Is 10 Zillion Light Years Away"
- Minnie Riperton — vocais em "Creepin'" e em "It Ain't No Use"
- Robert Margouleff — sintetizadores e programação de Moog em "You Don't Have Nothin'" e "They Won't Go When I Go"
- Malcolm Cecil — sintetizadores e programação de Moog em "You Don't Have Nothin'" e "They Won't Go When I Go"
- The Jackson 5 — vocais de apoio em "You Don't Have Nothin'"
- The Persuasions — vocais de apoio em "Please Don't Go"
- Michael Sembello — guitarra elétrica em "Smile Please" e violão em "Please Don't Go"
- Reggie McBride — baixo elétrico em
- Bobbye Hall — bongôs e congas em "Smile Please" e cuíca em "Bird of Beauty"
- Jim Gilstrap — vocais em "Smile Please"
- Deniece Williams (creditada como Denise) — vocais em "Heaven Is 10 Zillion Light Years Away" , "It Ain't No Use", "Bird of Beauty" e "Please Don't Go"
- Paul Anka — vocais em "Heaven Is 10 Zillion Light Years Away"
- Lani Groves — vocais em "It Ain't No Use" e "Bird of Beauty"
- Shirley Brewer — vocais em "Heaven Is 10 Zillion Light Years Away" e "Please Don't Go"
- Larry "Nastyee" Latimer — vocais em "Heaven Is 10 Zillion Light Years Away"
- James Jamerson — baixo acústico em "Too Shy to Say"
- Sneaky Pete Kleinow — pedal steel guitar em "Too Shy to Say"
- Rocky Dzidzornu — congas em "Boogie On Reggae Woman"